# جيلفا
جيلفا (باللاتينية: Gilva) كانت مدينة رومانية بربرية في موريطانيا القيصرية. تقع جنوب مدينة هيبون الحالية بالجزائر. تأسست بين 300 و 640 م.